# FA Cup 1969/70
Der FA Cup 1969/70 war die 89. Austragung des The Football Association Challenge Cup (meist als FA Cup bekannt).
Der Pokalwettbewerb startete mit der Qualifikation zwischen dem 6. September 1969 und dem 10. November 1969. Die Hauptrunde begann anschließend ab dem 15. November 1969 und endete den beiden Finalspielen in Wembley in London am 26. April 1969 sowie in Old Trafford in Manchester vor Kulissen von offiziell 100.000 und 62.078 Zuschauern. Sieger des Wettbewerbs wurde zum ersten Mal der FC Chelsea. Unterlegener Finalist war Leeds United.

## Wettbewerb

### Erste Hauptrunde
| Datum             |                        | Ergebnis |                      |
| ----------------- | ---------------------- | -------- | -------------------- |
| 15. November 1969 | AFC Bournemouth        | 1:1      | Luton Town           |
| 15. November 1969 | Alfreton Town          | 1:1      | AFC Barrow           |
| 15. November 1969 | Bangor City            | 6:0      | Kirkby Town          |
| 15. November 1969 | Bradford City          | 2:1      | Grimsby Town         |
| 15. November 1969 | FC Brentford           | 0:0      | Plymouth Argyle      |
| 15. November 1969 | Brentwood Town         | 1:0      | FC Reading           |
| 15. November 1969 | Brighton & Hove Albion | 2:1      | FC Enfield           |
| 15. November 1969 | FC Bury                | 2:2      | Mansfield Town       |
| 15. November 1969 | Chelmsford City        | 1:2      | Hereford United      |
| 15. November 1969 | Cheltenham Town        | 0:2      | Oxford City          |
| 15. November 1969 | FC Dagenham            | 0:1      | Sutton United        |
| 15. November 1969 | FC Darlington          | 0:0      | FC Barnsley          |
| 15. November 1969 | Doncaster Rovers       | 1:1      | Crewe Alexandra      |
| 15. November 1969 | Exeter City            | 2:0      | FC Fulham            |
| 15. November 1969 | Falmouth Town          | 1:4      | Peterborough United  |
| 15. November 1969 | Halifax Town           | 3:3      | FC Chester           |
| 15. November 1969 | Hartlepool United      | 3:0      | FC North Shields     |
| 15. November 1969 | FC Hendon              | 5:3      | Carshalton Athletic  |
| 15. November 1969 | Hillingdon Borough     | 2:0      | FC Wimbledon         |
| 15. November 1969 | Kettering Town         | 0:2      | Swansea Town         |
| 15. November 1969 | Lincoln City           | 2:0      | FC Southport         |
| 15. November 1969 | Macclesfield Town      | 1:1      | Scunthorpe United    |
| 15. November 1969 | FC Margate             | 2:7      | FC Aldershot         |
| 15. November 1969 | AFC Newport County     | 2:1      | Colchester United    |
| 15. November 1969 | Northampton Town       | 0:0      | FC Weymouth          |
| 15. November 1969 | Notts County           | 0:3      | Rotherham United     |
| 15. November 1969 | Oldham Athletic        | 3:1      | Grantham Town        |
| 15. November 1969 | FC South Shields       | 2:1      | Bradford Park Avenue |
| 15. November 1969 | Southend United        | 0:0      | FC Gillingham        |
| 15. November 1969 | Spennymoor United      | 1:4      | AFC Wrexham          |
| 15. November 1969 | Stockport County       | 1:1      | AFC Mossley          |
| 15. November 1969 | FC Tamworth            | 2:1      | Torquay United       |
| 15. November 1969 | Telford United         | 0:3      | Bristol Rovers       |
| 15. November 1969 | Tranmere Rovers        | 3:0      | FC Chesterfield      |
| 15. November 1969 | FC Walsall             | 0:0      | FC Orient            |
| 15. November 1969 | Walton & Hersham       | 0:1      | FC Barnet            |
| 15. November 1969 | Wigan Athletic         | 1:1      | Port Vale            |
| 15. November 1969 | AFC Workington         | 2:1      | AFC Rochdale         |
| 15. November 1969 | Yeovil Town            | 2:3      | Shrewsbury Town      |
| 15. November 1969 | York City              | 2:0      | Whitby Town          |

#### Wiederholungsspiele
| Datum             |                   | Ergebnis |                   |
| ----------------- | ----------------- | -------- | ----------------- |
| 17. November 1969 | AFC Barrow        | 0:0      | Alfreton Town     |
| 17. November 1969 | FC Orient         | 0:2      | FC Walsall        |
| 18. November 1969 | FC Barnsley       | 2:0      | FC Darlington     |
| 18. November 1969 | Luton Town        | 3:1      | AFC Bournemouth   |
| 18. November 1969 | AFC Mossley       | 0:1      | Stockport County  |
| 18. November 1969 | Port Vale         | 2:2      | Wigan Athletic    |
| 18. November 1969 | Scunthorpe United | 4:2      | Macclesfield Town |
| 19. November 1969 | FC Chester        | 1:0      | Halifax Town      |
| 19. November 1969 | Crewe Alexandra   | 0:1      | Doncaster Rovers  |
| 19. November 1969 | FC Gillingham     | 2:1      | Southend United   |
| 19. November 1969 | Mansfield Town    | 2:0      | FC Bury           |
| 19. November 1969 | Plymouth Argyle   | 2:0      | FC Brentford      |
| 19. November 1969 | FC Weymouth       | 1:3      | Northampton Town  |
| 20. November 1969 | Alfreton Town     | 2:2      | AFC Barrow        |
| 24. November 1969 | AFC Barrow        | 2:0      | Alfreton Town     |
| 24. November 1969 | Port Vale         | 1:0      | Wigan Athletic    |

### Zweite Hauptrunde
| Datum            |                        | Ergebnis |                   |
| ---------------- | ---------------------- | -------- | ----------------- |
| 6. Dezember 1969 | FC Aldershot           | 3:1      | Bristol Rovers    |
| 6. Dezember 1969 | Bangor City            | 0:0      | York City         |
| 6. Dezember 1969 | FC Barnet              | 0:2      | Sutton United     |
| 6. Dezember 1969 | FC Barnsley            | 3:0      | AFC Barrow        |
| 6. Dezember 1969 | Bradford City          | 3:0      | Lincoln City      |
| 6. Dezember 1969 | Brighton & Hove Albion | 1:1      | FC Walsall        |
| 6. Dezember 1969 | FC Chester             | 1:1      | Doncaster Rovers  |
| 6. Dezember 1969 | FC Gillingham          | 6:0      | FC Tamworth       |
| 6. Dezember 1969 | Hartlepool United      | 0:1      | AFC Wrexham       |
| 6. Dezember 1969 | FC Hendon              | 0:2      | Brentwood Town    |
| 6. Dezember 1969 | Hillingdon Borough     | 2:1      | Luton Town        |
| 6. Dezember 1969 | AFC Newport County     | 2:1      | Hereford United   |
| 6. Dezember 1969 | Northampton Town       | 1:1      | Exeter City       |
| 6. Dezember 1969 | Oxford City            | 1:5      | Swansea Town      |
| 6. Dezember 1969 | Peterborough United    | 2:0      | Plymouth Argyle   |
| 6. Dezember 1969 | Port Vale              | 2:2      | Tranmere Rovers   |
| 6. Dezember 1969 | Rotherham United       | 3:0      | AFC Workington    |
| 6. Dezember 1969 | Shrewsbury Town        | 1:2      | Mansfield Town    |
| 6. Dezember 1969 | FC South Shields       | 0:0      | Oldham Athletic   |
| 6. Dezember 1969 | Stockport County       | 0:0      | Scunthorpe United |

#### Wiederholungsspiele
| Datum             |                        | Ergebnis |                        |
| ----------------- | ---------------------- | -------- | ---------------------- |
| 8. Dezember 1969  | Tranmere Rovers        | 3:1      | Port Vale              |
| 9. Dezember 1969  | Doncaster Rovers       | 0:2      | FC Chester             |
| 9. Dezember 1969  | Exeter City            | 0:0      | Northampton Town       |
| 9. Dezember 1969  | Oldham Athletic        | 1:2      | FC South Shields       |
| 9. Dezember 1969  | Scunthorpe United      | 4:0      | Stockport County       |
| 9. Dezember 1969  | FC Walsall             | 1:1      | Brighton & Hove Albion |
| 9. Dezember 1969  | York City              | 2:0      | Bangor City            |
| 15. Dezember 1969 | Brighton & Hove Albion | 0:0      | FC Walsall             |
| 15. Dezember 1969 | Northampton Town       | 2:1      | Exeter City            |
| 17. Dezember 1969 | Brighton & Hove Albion | 1:2      | FC Walsall             |

### Dritte Hauptrunde
| Datum           |                     | Ergebnis |                         |
| --------------- | ------------------- | -------- | ----------------------- |
| 3. Januar 1970  | FC Arsenal          | 1:1      | FC Blackpool            |
| 3. Januar 1970  | Aston Villa         | 1:1      | Charlton Athletic       |
| 3. Januar 1970  | Blackburn Rovers    | 0:4      | Swindon Town            |
| 3. Januar 1970  | Bolton Wanderers    | 1:2      | FC Watford              |
| 3. Januar 1970  | Bradford City       | 2:2      | Tottenham Hotspur       |
| 3. Januar 1970  | FC Burnley          | 3:0      | Wolverhampton Wanderers |
| 3. Januar 1970  | FC Chelsea          | 3:0      | Birmingham City         |
| 3. Januar 1970  | FC Chester          | 2:1      | Bristol City            |
| 3. Januar 1970  | Crystal Palace      | 2:0      | FC Walsall              |
| 3. Januar 1970  | FC Gillingham       | 1:0      | AFC Newport County      |
| 3. Januar 1970  | Huddersfield Town   | 1:1      | FC Aldershot            |
| 3. Januar 1970  | Hull City           | 0:1      | Manchester City         |
| 3. Januar 1970  | Ipswich Town        | 0:1      | Manchester United       |
| 3. Januar 1970  | Leeds United        | 2:1      | Swansea Town            |
| 3. Januar 1970  | Leicester City      | 1:0      | AFC Sunderland          |
| 3. Januar 1970  | Mansfield Town      | 3:2      | FC Barnsley             |
| 3. Januar 1970  | FC Middlesbrough    | 2:1      | West Ham United         |
| 3. Januar 1970  | Norwich City        | 1:2      | AFC Wrexham             |
| 3. Januar 1970  | Nottingham Forest   | 0:0      | Carlisle United         |
| 3. Januar 1970  | Oxford United       | 0:0      | Stoke City              |
| 3. Januar 1970  | FC Portsmouth       | 1:2      | Tranmere Rovers         |
| 3. Januar 1970  | Preston North End   | 1:1      | Derby County            |
| 3. Januar 1970  | Queens Park Rangers | 4:1      | FC South Shields        |
| 3. Januar 1970  | Rotherham United    | 0:1      | Peterborough United     |
| 3. Januar 1970  | Scunthorpe United   | 2:1      | FC Millwall             |
| 3. Januar 1970  | Sheffield United    | 2:1      | FC Everton              |
| 3. Januar 1970  | Sheffield Wednesday | 2:1      | West Bromwich Albion    |
| 3. Januar 1970  | FC Southampton      | 3:0      | Newcastle United        |
| 3. Januar 1970  | York City           | 1:1      | Cardiff City            |
| 6. Januar 1970  | Hillingdon Borough  | 0:0      | Sutton United           |
| 7. Januar 1970  | Coventry City       | 1:1      | FC Liverpool            |
| 12. Januar 1970 | Brentwood Town      | 0:1      | Northampton Town        |

#### Wiederholungsspiele
| Datum           |                   | Ergebnis |                    |
| --------------- | ----------------- | -------- | ------------------ |
| 6. Januar 1970  | Carlisle United   | 2:1      | Nottingham Forest  |
| 7. Januar 1970  | Derby County      | 4:1      | Preston North End  |
| 7. Januar 1970  | Stoke City        | 3:2      | Oxford United      |
| 7. Januar 1970  | Tottenham Hotspur | 5:0      | Bradford City      |
| 12. Januar 1970 | FC Aldershot      | 3:1      | Huddersfield Town  |
| 12. Januar 1970 | Cardiff City      | 1:1      | York City          |
| 12. Januar 1970 | Charlton Athletic | 1:0      | Aston Villa        |
| 12. Januar 1970 | FC Liverpool      | 3:0      | Coventry City      |
| 12. Januar 1970 | Sutton United     | 4:1      | Hillingdon Borough |
| 15. Januar 1970 | FC Blackpool      | 3:2      | FC Arsenal         |
| 15. Januar 1970 | Cardiff City      | 1:3      | York City          |

### Vierte Hauptrunde
| Datum           |                     | Ergebnis |                     |
| --------------- | ------------------- | -------- | ------------------- |
| 24. Januar 1970 | FC Blackpool        | 0:2      | Mansfield Town      |
| 24. Januar 1970 | Carlisle United     | 2:2      | FC Aldershot        |
| 24. Januar 1970 | Charlton Athletic   | 2:3      | Queens Park Rangers |
| 24. Januar 1970 | FC Chelsea          | 2:2      | FC Burnley          |
| 24. Januar 1970 | Derby County        | 3:0      | Sheffield United    |
| 24. Januar 1970 | FC Gillingham       | 5:1      | Peterborough United |
| 24. Januar 1970 | FC Liverpool        | 3:1      | AFC Wrexham         |
| 24. Januar 1970 | Manchester United   | 3:0      | Manchester City     |
| 24. Januar 1970 | FC Middlesbrough    | 4:1      | York City           |
| 24. Januar 1970 | Sheffield Wednesday | 1:2      | Scunthorpe United   |
| 24. Januar 1970 | FC Southampton      | 1:1      | Leicester City      |
| 24. Januar 1970 | Sutton United       | 0:6      | Leeds United        |
| 24. Januar 1970 | Swindon Town        | 4:2      | FC Chester          |
| 24. Januar 1970 | Tottenham Hotspur   | 0:0      | Crystal Palace      |
| 24. Januar 1970 | Tranmere Rovers     | 0:0      | Northampton Town    |
| 24. Januar 1970 | FC Watford          | 1:0      | Stoke City          |

#### Wiederholungsspiele
| Datum           |                  | Ergebnis |                   |
| --------------- | ---------------- | -------- | ----------------- |
| 27. Januar 1970 | FC Burnley       | 1:3      | FC Chelsea        |
| 27. Januar 1970 | Northampton Town | 2:1      | Tranmere Rovers   |
| 28. Januar 1970 | FC Aldershot     | 1:4      | Carlisle United   |
| 28. Januar 1970 | Crystal Palace   | 1:0      | Tottenham Hotspur |
| 28. Januar 1970 | Leicester City   | 4:2      | FC Southampton    |

### Fünfte Hauptrunde
| Datum           |                     | Ergebnis |                   |
| --------------- | ------------------- | -------- | ----------------- |
| 7. Februar 1970 | Carlisle United     | 1:2      | FC Middlesbrough  |
| 7. Februar 1970 | Crystal Palace      | 1:4      | FC Chelsea        |
| 7. Februar 1970 | Leeds United        | 2:0      | Mansfield Town    |
| 7. Februar 1970 | FC Liverpool        | 0:0      | Leicester City    |
| 7. Februar 1970 | Northampton Town    | 2:8      | Manchester United |
| 7. Februar 1970 | Queens Park Rangers | 1:0      | Derby County      |
| 7. Februar 1970 | Swindon Town        | 3:1      | Scunthorpe United |
| 7. Februar 1970 | FC Watford          | 2:1      | FC Gillingham     |

#### Wiederholungsspiel
| Datum            |                | Ergebnis |              |
| ---------------- | -------------- | -------- | ------------ |
| 11. Februar 1970 | Leicester City | 0:2      | FC Liverpool |

### Sechste Hauptrunde
| Datum            |                     | Ergebnis |                   |
| ---------------- | ------------------- | -------- | ----------------- |
| 21. Februar 1970 | FC Middlesbrough    | 1:1      | Manchester United |
| 21. Februar 1970 | Queens Park Rangers | 2:4      | FC Chelsea        |
| 21. Februar 1970 | Swindon Town        | 0:2      | Leeds United      |
| 21. Februar 1970 | FC Watford          | 1:0      | FC Liverpool      |

#### Wiederholungsspiel
| Datum            |                   | Ergebnis |                  |
| ---------------- | ----------------- | -------- | ---------------- |
| 25. Februar 1970 | Manchester United | 2:1      | FC Middlesbrough |

### Halbfinale
Die ersten beiden Spiele wurden am 14. März 1970 und die Wiederholungsspiele am 23. März 1970 und am 26. März 1970 ausgetragen.
|              | Ergebnis |                   | Ort       |
| ------------ | -------- | ----------------- | --------- |
| FC Chelsea   | 5:1      | FC Watford        | London    |
| Leeds United | 0:0      | Manchester United | Sheffield |

#### Wiederholungsspiele
|              | Ergebnis |                   | Ort        |
| ------------ | -------- | ----------------- | ---------- |
| Leeds United | 0:0      | Manchester United | Birmingham |
| Leeds United | 1:0      | Manchester United | Bolton     |

### Finale
| FC Chelsea                                  | FC Chelsea | Leeds United | Leeds United |
| ------------------------------------------- | --- | --- | ------------ |
| FC Chelsea                                  | \| Finale \| \| Samstag, 11. April 1970 in London (Wembley) \| \| Ergebnis: 2:2 n. V. (2:2, 1:1) \| \| Zuschauer: 100.000 \| \| Schiedsrichter: Eric Jennings \| \| Spielbericht \|                            | \| Finale \| \| Samstag, 11. April 1970 in London (Wembley) \| \| Ergebnis: 2:2 n. V. (2:2, 1:1) \| \| Zuschauer: 100.000 \| \| Schiedsrichter: Eric Jennings \| \| Spielbericht \| | Leeds United |
| FC Chelsea                                  | Peter Bonetti – David Webb, Eddie McCreadie – John Hollins, John Dempsey, Ron Harris (Marvin Hinton/90.) – Tommy Baldwin, Peter Houseman, Peter Osgood, Ian Hutchinson, Charlie Cooke Cheftrainer: Dave Sexton | Gary Sprake – Paul Madeley, Terry Cooper – Billy Bremner, Jack Charlton, Norman Hunter – Peter Lorimer, Allan Clarke, Mick Jones, Johnny Giles, Eddie Gray Cheftrainer: Don Revie   | Leeds United |
| FC Chelsea                                  | 1:1 Peter Houseman (41.) 2:2 Ian Hutchinson (86.) | 0:1 Jack Charlton (20.) 1:2 Mick Jones (84.) | Leeds United |
| Finale                                      | | |              |
| Samstag, 11. April 1970 in London (Wembley) | | |              |
| Ergebnis: 2:2 n. V. (2:2, 1:1)              | | |              |
| Zuschauer: 100.000                          | | |              |
| Schiedsrichter: Eric Jennings               | | |              |
| Spielbericht                                | | |              |

| FC Chelsea                                            | FC Chelsea | Leeds United | Leeds United |
| ----------------------------------------------------- | --- | --- | ------------ |
| FC Chelsea                                            | \| Finale (Wiederholungsspiel) \| \| Mittwoch, 29. April 1970 in Manchester (Old Trafford) \| \| Ergebnis: 2:1 n. V. (1:1, 0:1) \| \| Zuschauer: 62.078 \| \| Schiedsrichter: Eric Jennings \| \| Spielbericht \| | \| Finale (Wiederholungsspiel) \| \| Mittwoch, 29. April 1970 in Manchester (Old Trafford) \| \| Ergebnis: 2:1 n. V. (1:1, 0:1) \| \| Zuschauer: 62.078 \| \| Schiedsrichter: Eric Jennings \| \| Spielbericht \| | Leeds United |
| FC Chelsea                                            | Peter Bonetti – Ron Harris, Eddie McCreadie – John Hollins, John Dempsey, David Webb – Tommy Baldwin, Charlie Cooke, Peter Osgood (Marvin Hinton/112.), Ian Hutchinson, Peter Houseman Cheftrainer: Dave Sexton   | David Harvey – Paul Madeley, Terry Cooper – Billy Bremner, Jack Charlton, Norman Hunter – Peter Lorimer, Allan Clarke, Mick Jones, Johnny Giles, Eddie Gray Cheftrainer: Don Revie                                | Leeds United |
| FC Chelsea                                            | 1:1 Peter Osgood (78.) 2:1 David Webb (104.) | 0:1 Mick Jones (35.) | Leeds United |
| Finale (Wiederholungsspiel)                           | | |              |
| Mittwoch, 29. April 1970 in Manchester (Old Trafford) | | |              |
| Ergebnis: 2:1 n. V. (1:1, 0:1)                        | | |              |
| Zuschauer: 62.078                                     | | |              |
| Schiedsrichter: Eric Jennings                         | | |              |
| Spielbericht                                          | | |              |